# Nationaal park Sutjeska

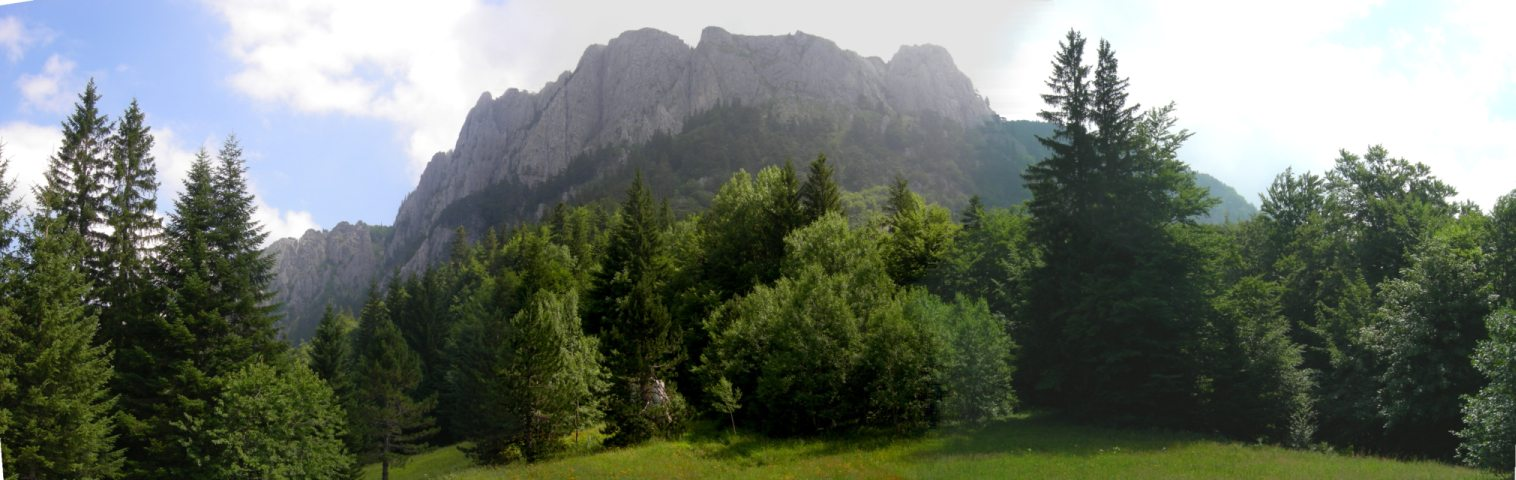
zicht vanuit Dragoš Sedlo, Nationaal park Sutjeska

Nationaal park Sutjeska (Servisch: Nacionalni Park Sutjeska/ Национални парк Сутјеска) is een nationaal park in de Servische Republiek in Bosnië-Herzegovina. Het park werd opgericht in 1962 en is 173 km² groot. Het landschap bestaat uit bergen (o.a. de Maglić, 2386 m), meren (9 'Gorske oči'-meren in het Zelengora-gebergte (Crno, Bijelo, Orlovačko, Gornje Bare, Donje Bare, Štirinsko, Kotlaničko, Kladopoljsko en Jugovo) en bossen (beuk en zwarte den). Het park omvat ook het strikte natuurreservaat Perućica (1400 hectare), een van de laatste oerbossen van Europa met bomen tot 300 jaar oud en de Skakavac-waterval. Het nationaal park Sutjeska grenst aan het Nationaal Park Durmitor in Montenegro. In het park leven bruine beren, gemzen, everzwijnen, wolven, vossen en boommarters. Er komen ook 300 vogelsoorten voor, waaronder de steenarend, ruigpoothoenders, slechtvalk en de steenpatrijs.
In de Tweede Wereldoorlog vond in dit gebied de Slag om Sutjeska plaats, onderdeel van Operatie Schwarz, een gezamenlijke poging van de Asmogendheden om het Joegoslavische Partizanenleger onder leiding van Josip Broz Tito te verslaan. De partizanen werden in de buurt van Tjentište, in het hart van het huidige nationale park, op een bepaald moment omsingeld. Slechts een derde van hen wist uiteindelijk te ontkomen in noordwestelijke richting. Toch betekende deze slag het kantelpunt in de oorlog voor deze regio, met een steeds verder afnemende invloed van nazi-Duitsland en de groeiende macht van Tito.